# Galium catalinense
Galium catalinense és una espècie de plantes amb flor que pertany a la família de les rubiàcies. És endèmica a dues de les illes Santa Bàrbara, a l'estat estatunidenc de Califòrnia, on creix en els penya-segats. La subespècie Galium catalinense "ssp. acrispum" (A.Gray) Dempster es fa a l'illa San Clemente; l'espècie rep en anglès el nom de Santa Catalina Island Bedstraw i la subespècie el de San Clement Island Bedstraw.
El nom de l'espècie deriva de l'illa Santa Catalina (Califòrnia), la més poblada de l'arxipèlag.
Creix en forma arbustiva. El tronc pot fer fins a un metre de llarg, amb fulles lanceolades peludes de 13 a 25 mm. agrupades de quatre en quatre.